# Eko Yuli Irawan
Eko Yuli Irawan (Metro, Indonèsia 1989) és un aixecador indonesi, guanyador de dues medalles olímpiques.

## Biografia
Va néixer el 24 de juliol de 1989 a la ciutat de Metro, població situada a la província de Lampung (Sumatra, Indonèsia).

## Carrera esportiva
Va participar, als 19 anys, en els Jocs Olímpics d'Estiu de 2008 realitzats a Pequín (República Popular de la Xina), on va aconseguir guanyar la medalla de bronze en la prova masculina de pes gall (-56 kg.). Als Jocs Olímpics d'Estiu de 2012 celebrats a Londres (Regne Unit) aconseguí guanyar la medalla de bronze en la prova de pes ploma (-62 kg.), metall que es transformà en plata en els Jocs Olímpics d'Estiu de 2016 realitzats a Rio de Janeiro (Brasil).
Al llarg de la seva carrera ha guanyat quatre medalles en el Campionat del Món d'halterofília, dues d'elles d'or. En la modalitat júnior aconseguí una medalla plata el 2006 i una medalla d'or el 2007. Així mateix ha guanyat una medalla de plata en el Campionat del sud-est d'Àsia en 2008.